# 圣老楞佐大殿 (那不勒斯)

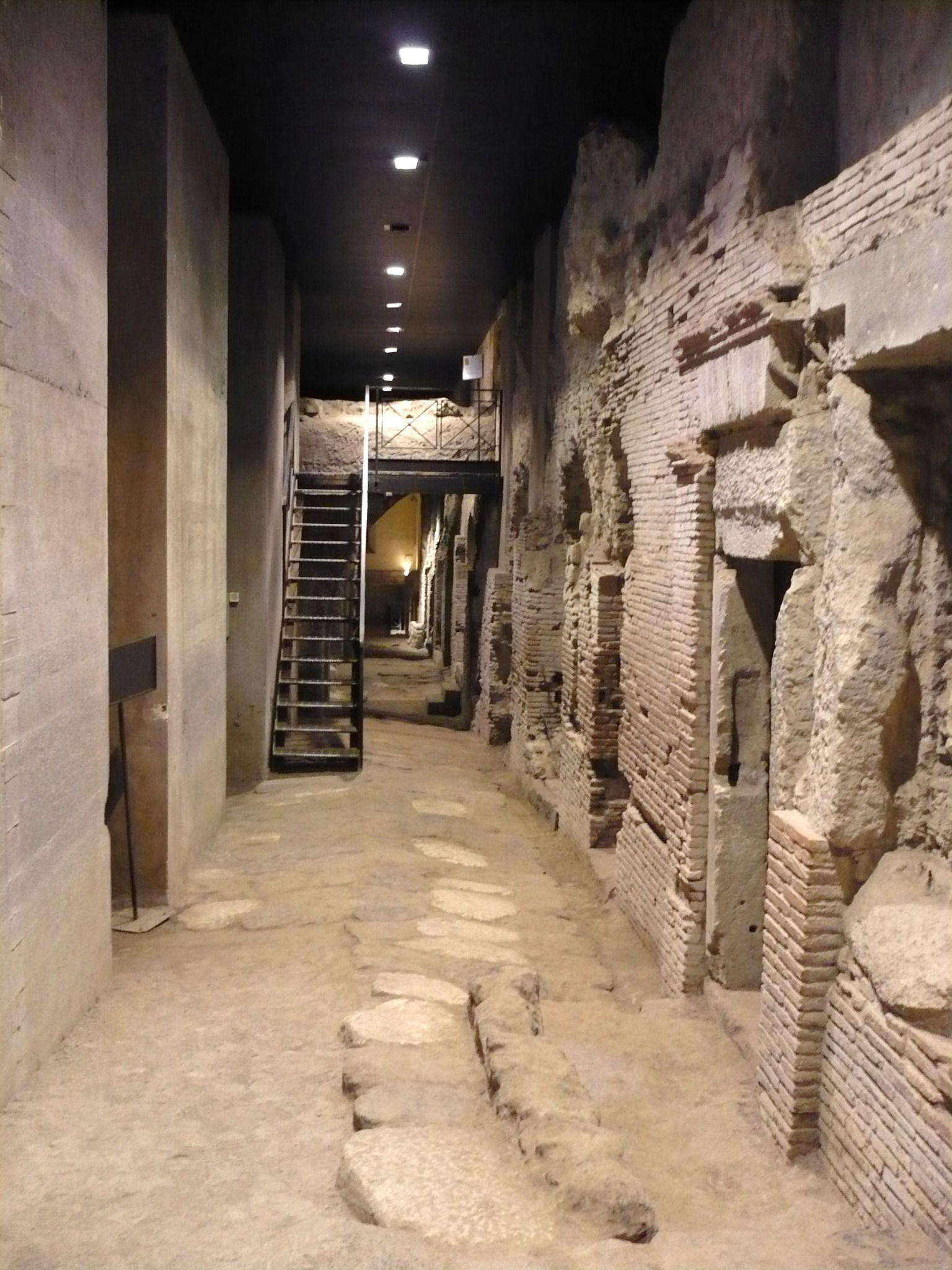
教堂下方的古罗马市场遗址

圣老楞佐大殿（Basilica di San Lorenzo Maggiore）是意大利那不勒斯的一座罗马天主教宗座圣殿，位于古希腊罗马城市历史中心精确的地理中心，via San Gregorio Armeno和Via dei Tribunali两条街的路口。圣老楞佐也可以指新开放的博物馆，以及教堂下方的古罗马市场。
该教堂起源于圣方济各本人在世时，已经存在于那不勒斯的方济各会。13世纪末期，卡洛一世兴建新堡时，拆除了老教堂，为弥补其损失，在现在的地点兴建了教堂。 
圣老楞佐实际上是一个一个教堂加上修道院。
在圣老楞佐大殿下方，一个古罗马市场已经潜心挖掘25年，大约发掘了一半，自1992年起开放。该市场是市中心区出土的唯一的大型希腊-罗马遗址。
薄伽丘在该教堂遇到了他心爱的Fiammetta（1338）。